# Mersham
Mersham is een civil parish in het bestuurlijke gebied Ashford, in het Engelse graafschap Kent met 1124 inwoners.